# Забрідь (Ужгородський район)
За́брідь — село в Україні, Великоберезнянської селищної громади, у Закарпатській області, в Ужгородському районі. Населення — 1250 чол.

## Географія
Село Забрідь лежить за 40 км на північний схід від Ужгорода та за 2 км від кордону з Словаччиною. Воно розташоване у підніжжі гори Яворник, на лівому і правому березі річки Уж. Вздовж західної частини села протікає річка Уличанка (бере початок на території Словаччини), що вливається в річку Уж. Вишче за течією річки Уж на відстані 4 км знаходиться село Сіль, нижче за течією примикає смт. Великий Березний. Через село проходить залізниця, станція Забрідь.
Частина села, що розташована на лівому березі Ужа, носить назву Забродь, а та, що на правому березі — Забродь — Кривуля.

## Історія
Вперше згадується у 1770—1772 роках під назвою Szabrochia.
Про заснування села Забрідь розповідає стародавня легенда: на місці, де зараз вливається річка Уличанка та Уж, у тринадцятому столітті простягалися дрімучі букові лісі. Велике горе прийшло до наших предків — на Русь напали татари. Просуваючись зі Сходу на Захід, вони не залишали камінь на землі — все руйнували, все палили. Народ тікав від диких орд в ліси, шукаючи порятунку. У 13 — тому столітті невелика група людей, пробираючись густими лісами, осіла в межиріччі Уличанки і Уж. Зараз ця місцевість називається «Тугановим». Оскільки межиріччя було в рік розросталось. У 1640 році в селі вже була школа, де вчили читати і молитись. Письму учнів не вчили, бо й сам дяк слабо писав.
1800 назва Zabrochia, 1808-Zabrugy, Zabrod, 1851-Zabrogy, 1913- Révhely.
У 1756 році у село знову прийшло нещастя. Воно вирішило подальшу його долю. Навесні, того ж року, у результаті зливи, Уж вийшов з берегів. Вода прибула вночі, захопивши село зненацька. Люди не могли зрозуміти, що трапилось. Велика кількість. Особливо дітей і старих потопилось. Загинула худоба, вода забрала селянські хати. Ті. Що залишилися в живих. Перейшли на другий берег Ужа й поселилися на території сьогоднішнього селища Великий Березний та його присілка — Дубках. Незначна частина врятованих перейшла на лівий берег Ужа і заснувала село Забрідь. В новозаснованому селі жило на той час всього десять сімей. Поступово сюди приходять переселенці з інших населених пунктів і село знову розростається. Цю легенду, якою ми скористалися, свого часу записав з народних уст вчитель Менькев.
У 1974 році найкращі землі Заброді, як і інших навколишніх сіл. Належали Ужгородській домінії. Тут жили державні селяни, які виконували панщину на казенних землях вносили в казну різні продукти натурою, платили податки. Не легким було становище селян, яке з розвитком капіталістичних відносин, погіршилися. Розорення і зубожіння селян посилювалось проведенням комасацій і сегрегацій. Останні проводились на шкоду селянству і тому воно чинило опір владі. Часто справа доходила до кривавих сутичок.
У 1902 році на території Забрідь — Кривуля фірмою «Айзлер та сини» було побудовано лісопильний завод, який діяв до 1944 року, поки угорські нацисти не зірвали його в повітря.
Лісопильний завод мав величезне значення в житті селян. Які в переважній більшості, здобували тут шматок хліба. У пошуках роботи сюди приходять переселенці із Польщі, Чехословаччини та Угорщини. Їх нащадки живуть у селі і понині. Робітники мали жахливі умови. За проживання в дерев'яних бараках фірми із заробітної плати робітників стягалась непосильна квартплата. Робочий день на заводі тривав 12 годин. Працювали тут за мізерну платню. Робітникам без певної спеціальності платили по 5-7 чеських крон, а кваліфікованим — по 20-25 крон. Цього заробітку далеко не вистачало, щоб прогодувати сім'ю. Наприклад, у хаті робітника Ф.Корди. який виховував 10 дітей, голод був частим гостем.
Особливо тяжко жилося наймитам, які працювали в маєтках євреїв — корчмарів та місцевих заможників. Видатки по найму робочої сили на рік обходилися багачеві у дві пари верхнього одягу з домотканого полотна, один дешевий вихідний костюм, дві пари постолів та 100 крон. Переважна більшість наймитів одержували тільки харч та поношений одяг. Втративши працездатність. Наймита виганяли на вулицю, не турбуючись про його подальшу долю. Не краще жилося і сільській бідноті. Ця категорія селян склала більшу частину населення с. Забрідь.
До 1949 року в користуванні селян знаходилось 490 га землі. З них 350 га належало так званим куркулям та середнякам, а решта — 140 га — бідноті. На двір бідняка в середньому припадало від 0,25 до 0,70 га, а окремі сільські заможники володіли 10-12 га землі. Мали місце непоодинокі випадки, коли біднота позбувалась і цих мізерних наділів, що мала в своєму користуванні, у результаті продажу їх із молотка за несвоєчасну сплату лихварських боргів. Так, в 1933 році на так званій ліцитації, було продано два гектари землі, що належали О. І. Петрик. Продаж землі із молотка було звичайним явищем по верховинських селах. Важке становище не могло не відбиватися на бунтівничій непокірливій діяльності забрідьчан. А насамперед, на найбідніших. Саме вони і сприйняли схвально комуністичні ідеї, котрі активно пропагувалися на Закарпатті. Революційну боротьбу в Заброді очолив старий комуніст-підпільник М. Г. Затварницький. Він очолював партійну організацію села, яка налічувала в своєму складі в той час 6 чоловік. Комуністи вели серед населення широку роз'яснюючи роботу, піднімаючи їх на боротьбу проти гнобителів. Симпатії до братніх російського і українського народів серед населення росли невпинно. Про це яскраво свідчить такий факт: в січні 1915 року М. Г. Затварницький через гору Явірник перевів козаків-розвідників в с. Кострино. Частина із них потрапили до Великого Березного. Через два роки, у січні 1917-го за донесенням корчмаря Д. Акерцмана Затварницького схопили. В корчмі того ж Акерцмана польовим судом його було засуджено до страти. Затварницькому вдалося втекти, пробираючись по річці Уж до присілка Дубки. Тут його переховує Ю.Гаджега, а пізніше Г.Копча, Г.Калинич та інші. З підпілля в січні 1919 року Затварницький пробирається до Хуста на «Загальний збор всіх русинів», де вирішувались питання про возз'єднання Закарпаття з Радянською Україною. Наприкінці 1919 року, коли Закарпаття, за Сен-Жерменським договором, було включено до складу Чехословаччини, партійна організація села продовжує боротьбу за возз'єднання з українським народом.
Світова економічна криза, сталася наприкінці 1929 року в світі в 1930 році охопила й Чехословаччину, у тому числі і Закарпаття. Вона надзвичайно грубо позначилася на слабо розвиненій промисловості, породило повне зубожіння і розорення робітників та сільської бідноти. Особливо по верховинських селах Закарпаття злидні досягли жахливих розмірів.
У надзвичайно важкому становищі опинилися трудящі с. Забродь у 1932 році, коли криза досягла нечувано великих розмірів. В тому році гризуни знищили весь урожай. В селі лютував страшний голод. Господарі фірми «Айзлер» почали масове звільнення робітників, а тим, що залишились на підприємстві, значно зрізали зарплату.
У березні 1932 року було організовано голодний похід злидарів до окружного уряду під лозунгом «Хліба, роботу!». Не припиняється боротьба і в наступному місяці. Нелегко жилося заброд чанам і в роки війни. Нацистський терор на Закарпатті особливо посилився в 1943 році, після поразки гітлерівських полчищ під Сталінградом. В лютому 1943 року в с. Забрідь почались масові арешти комуністів і співчуваючи їм.
Всього з села ці дні було заарештовано і вивезено в концентраційній табори понад 70 чоловік. З них близько 45 чоловік нацисти закатували. Серед замучених: М.Полянчський, В.Бочка, Г.Планчак, М.Гомулич, Ю.Попович, К.Гефнер, Й.Гефнер, П.Рец, В.Домище, і багато інших. Важку смерть придумали нацисти комуністу Й.Бруженяку — його живцем спалили в крематорії. Нацистські хижаки винищували населення цілими сім'ями. Так, ними було замордовано сім'ю Молнарів: Ганну, Василя, і двох синів. Сім'я загинула за те. Що у їхній сім'ї було знайдено червоний прапор. Небагатьом в'язням пощастилось вирватись із катівень нацистських фабрик смерті. Страшні тортури перенесли колишні в'язні концентраційних таборів Дахау, Бухенвальда й інших — Юлій Пекар, М.Кужба, А.Канюк.
25 жовтня 1944 року з боку гори Явірник в село спустилися 2 розвідники, а за ними передові частини Червоної Армії. З перших днів визволення с. Збрідь, як і по інших селах, молодь починає записуватись добровольцями до лав Радянської Армії. В писемних джерелах село Забрідь згадується в 1640 році. Існує народний переказ, у якому говориться, що село засноване переселенцями з Київської Русі, які рятуючись від татарської навали, тікали за Карпати.
До Німецько-радянської війни в селі розміщувався лісозавод «Айзлер», красний залізничний вокзал.
Село має робітничі, пролетарські, ідейні традиції. В 30-х роках 20-го століття тут бурлили робітничі страйки.
В 1942 році угорськими та німецькими нацистами арештовано 73 молодих людей, із яких 45 закатовано в Тур'є-Реметській в'язниці. Вони внесені в «Книгу пам'яті УКРАЇНИ».
Зазнали знущань наші односельчани і в повоєнні роки. Багато із них відбули в сталінських таборах найкращі роки свого життя за свої переконання, любов до землі, за свою власність.
За часів, які пам'ятають старожили, село Забрідь завжди було окремою самостійною адміністративно-територіальною одиницею, з своїм місцевим самоврядуванням, з народно-обраним старостою чи головою села. Він обирався із найкращих газдів села. На початку 70-х років партійно-господарським керівництвом району задумано було перетворити смт. Великий Березний в місто, а для цього потрібно було назбирати 10 тис. населення. Для цього планувалося приєднати до В.Березного село Забрідь та село Малий Березний. Село Малий Березний, у якому проживало багато районних керівників. Себе відстояло, а Забрідь 01.04.1971 року було об'єднано із селищем, і відповідно втратило свою самостійність, було ліквідована сільська рада.
Протягом 30-х років село Забрідь жило і розвивалося як перспективний населений пункт. За статичними даними в 1970 році в селі проживало 1013 осіб, в 1992 — 14354 осіб, а на сьогоднішній день 2003- року — 1471 особа. Такими показниками демографічного росту не може похвалитися ні один населений пункт району, окрім смт. Великий Березний. Село Забрідь будується, розширяється, і стає гарнішим. Станом на 01.01.2001 — в селі налічується 316 дворогосподарств.
Неподалік від села знаходиться ботанічний заказник місцевого значення Пасіки.

## Населення
Згідно з переписом УРСР 1989 року чисельність наявного населення села становила 1221 особа, з яких 584 чоловіки та 637 жінок.
За переписом населення України 2001 року в селі мешкало 1215 осіб.

### Мова
Розподіл населення за рідною мовою за даними перепису 2001 року:
| Мова       | Чисельність | Відсоток |
| ---------- | ----------- | -------- |
| українська | 1235        | 98,80 %  |
| словацька  | 7           | 0,56 %   |
| російська  | 4           | 0,32 %   |
| білоруська | 1           | 0,08 %   |
| польська   | 1           | 0,08 %   |
| румунська  | 1           | 0,08 %   |
| інші       | 1           | 0,08 %   |
| Усього     | 1250        | 100 %    |

## Храм
Після руйнівної повені 1736 року село відновлюється за річкою Уж. У 1751 році джерела згадують дерев'яну церкву св. Миколая у занедбаному стані. Тоді вона мала два дзвони і святі образи згідно з переказами, перша церква стояла в урочищі Залаззя, друга на 100 метрів нижче сучасної. Сучасна церква св. Миколая споруджена в 1854 році і є домінантною села, це типова мурована церква базилічного типу.
Церква св. арх. Михайла. 1854 або 1864.
Перше поселення заснували втікачі від татар ще у XIII ст. Після руйнівної повені у 1756 р. село відновилося за рікою (за бродом) і так утворилася його назва. В 1751 р. згадується дерев'яна церква св. арх. Михайла, що розпадалася, але мала всі образи і два дзвони. Як згадують в селі, перша церква стояла в урочищі «Залаззя», друга стояла метрів за сто нижче теперішньої.
Зараз в селі — типова мурована базилічна церква. В шематизмі 1915 р. церква датується 1864 р. У 1943 р. відомий ужгородський інженер Емиліян Еґреші зробив на прохання намісника о. І. Мелеша експертизу стану церкви і склав кошторис та план її оновлення.
На зворотному боці «Тайної вечері» була табличка з написом, що стосувався встановлення іконостасу. На жаль, текст зафарбували, але церківник Василь Левицький твердить, що в написаному йшлося про фундатора іконостасу, якого звали Василь Венцель.
Біля церкви — одноярусна дерев'яна каркасна дзвіниця з дзвонами, відлитими фірмою «Акорд» у 1927 р. Старі дзвони реквізували в першу світову війну.
В радянський період, з 1954 до 1990 р. церківником був Юрій Моняк, завдяки якому церкву не було закрито. Одного разу церківнику довелося навіть продати корову, щоб заплатити податки на церкву. Впродовж останнього десятиріччя церківник В. Левицький організував кілька ремонтів.

## Туристичні місця
- храм св. арх. Михайла. 1854 або 1864.
- ботанічний заказник місцевого значення Пасіки
-  в селі розміщувався лісозавод «Айзлер»

## Соціальна сфера
Згідно «Проекту встановлення межі населеного пункту с. Забрідь» від 1992 року село розташоване на території 401,4 га, а за даними «Історії сіл і міст України» від 1970 року за Забрідською бригадою колгоспу «Ленінським шляхом» закріплено 64 га землі. В 2003 в селі Забрідь утворено свою сільську раду і село відокремилось від В.Березного. В селі станом на 01.01.2000 року зареєстровано декілька юридичних підприємницьких структур: ПВКП «Оздоблювач», МПП «Уличанка», ТОВ «Астра ВВВ» та інші. В селі також є фельдшерсько-акушерський пункт, восьмирічна школа, дитячий садок, сільська клуб, бібліотека, п'ять магазинів, дві церкви.
Історія клубу — невід'ємна частина від історії краю, історії села.
Се я почула від своєї бабусі, Куми Анни. Вона розповіла мені про село Забрідь. Знаходиться село у Великоберезнянському районі. Складається воно з двох частин, які розділяє річка Уж.
Колись давно, кажуть, надійшла велика вода: зірвала міст. А може і зовсім не було моста. Щоб перейти річку, люди знаходили на річці такі місця — броди, де було видно з води каміння. Знали, раз видно каміння, значить мілко. І там брели через річку, скачучи з каменя на камінь. А центр села був на лівому березі річки, тобто бродами. Так і сказали: за бродами. Поступово і село стали називати — Забродь — Забрідь.
Назва села походить, як переказують старі люди від того, що недалеко від того місця, де тепер село, був брід яким користувалися люди, коли пішо переходили річку. Ходять там бродом і тепер, коли міст поламаний або знесений водою. Спершу люди ходили через брід, коли йшли в ліс або ще кудись. Потім за річкою стали зводити й хижі, виникло нове село. Чого й назвали Забродь, бо находилося за бродом річки.
Село Забрідь — невеличкий чарівний куточок Великоберезнянщини. Протягом століть село жило і розвивалося як перспективний населений пункт. Село Забрідь будується, розширяється, і стає все красивішим. Ну яке село існує без своєї історії. В писемних джерелах Забрідь згадується в 1640 році, так-як була вже заснована школа, де вчили читати і молитися.
Навчав учнів дяк. До 1902 року село пережило багато змін, воно розрослося поселенцями, був побудований лісопильний завод. До другої світової війни багато земляків емігрували в Канаду і США з сім'ями та рідними. В 1944 році до клубу приєднали бібліотеку, де вони знаходяться і в теперішній час. За час існування клубу на культурній ниві трудились такі працівник як: з 15 червня 1949 року до 19 травня 1950 року — Івановчик Анна Василівна; з 20 травня 1950 до 20 грудня 1950 року Левицький Васильович Васильович; з 1 квітня 1950 до 27 квітня 1954 року Добей Микола Михайлович, з 27 квітня 1954 до 28 січня 1956 року Кочмо М. М, з 28 січня 1956 до 12 січня 1960 року Макар, з 12 січня 1960 до 23 грудня 1960 року Крив'яник Юрій Юрійович, з 23 грудня 1960 року Ціпарь Катерина Іванівна, Ціпарь Марія Михалівна (1995—2003), Андрішка Наталія Василівна (2003—2009), Мордованець Наталія Іванівна (2009—2010). На зміну Наталії Іванівні трудиться Поляк Уляна Андріївна. При клубі працюють: драматичний гурток «Маска», хореографічний «Сонечко», вокальний «Пісня серця», а також два любительські об'єднання: «Краєзнавчий» та «Любителі футболу». Діти які займаються в гуртках дуже талановиті. В клубі проводяться: вечори відпочинку присвячені різним темам, диспути, бесіди, брей-ринги, вікторини, тематичні вечори, концерти, молодіжні вогники, бали, ігрові програми, виставки народних умілиць села Забрідь. Поляк Уляна Андріївна зав клубом села Забрідь з 1 вересня 2010 року. В клубі працюють 3 гуртки та два любительські об'єднання.
Вокальний гурток «Пісня серця».
Мета гуртка: ознайомлення учасників з українськими та закарпатськими піснями. Вивчення та засвоєння музичних елементів правильного співу. Вивчення нових пісень і концертна діяльність.
Ідея гуртка: привівати любов до народної пісні, вчити та зберігати традиції народного співу.
Гурток працює кожної середи 16.00 год.
Староста Мотиль Наталя Андріївна.
Драматичний гурток «Маска».
Мета гуртка: ознайомлення учасників гуртка з драматичним мистецтвом. Навчити правильно читати, використовувати свої здібності. Вживатись в образи різних героїв, поставити правильні дикцію, логічність мовлення, добитись внутрішнього бачення. Передати традиції, обряди минулого в наш час. Зробити з учасників гуртка — акторів.
Ідея гуртка: привіти любов до театрального мистецтва. Розвинути кругозір та культурне виховання підростаючого покоління.
Гурток працює кожного четверга 16.30 год.
Староста гуртка Тряско Оксана Михайлівна
Танцювальний «Сонечко»
Мета роботи: ознайомити і навчити членів гуртка, правильній постановці танців. Ознайомити з різними жанрами, а також головним завданням є привити любов до українського народного танцю.
Ідея гуртка: цінувати своє минуле надбання предків, своє рідне, танцювати народні українські танці.
Гурток працює що п'ятниці 16.00 год.
Староста гуртка Дука Христина Юріївна.
А також два любительські об'єднання: «Краєзнавчий» та «Організатори дозвілля».
ГРАФІК РОБОТИ КЛУБУ
Клуб працює: Середи по п'ятницю: З 11.00 до 20.00
Перерва: з 15.00 до 16.00
Субота, неділя з
14.00 до 23.00
Перерва: з 18.00 до 19.00
Вихідні дні: Понеділок, вівторок.
Остання п'ятниця місяця санітарний день.